# Klaus-Rainer Kalk
Klaus-Rainer Kalk ist ein deutscher Datenschutzexperte.
Er war von 1992 bis 2005 Landesbeauftragter für den Datenschutz Sachsen-Anhalt. Kalk war zuvor bereits fünf Jahre beim niedersächsischen Landesdatenschutzbeauftragten tätig gewesen. Sein Tätigkeitsschwerpunkt war die Beziehung des Datenschutzes zur Inneren Sicherheit.
Kalk war zudem von der Errichtung von Europol im Oktober 1998 an bis Dezember 2004 Mitglied der gemeinsamen Kontrollinstanz von Europol; davon von Oktober 2002 bis Dezember 2004 deren Vorsitzender. Zu den Verdiensten Kalks in dieser Kontrollinstanz zählt unter anderem die Vereinbarung von Sicherheitsklauseln für Übermittlungen von personenbezogenen Daten von Europol an die USA.
Kalks Resümee zum Ende seiner Amtszeit als Landesdatenschutzbeauftragter war ernüchternd: „Was uns heute vom totalen Überwachungsstaat trennt, ist (…), dass die finanziellen und personellen Möglichkeiten des Staates dafür nicht ausreichen.“
Auf Kalk geht die Formulierung "Eine E-Mail ist offener als eine Postkarte" zurück, die er bei der Vorstellung des V. Tätigkeitsberichtes des Landesbeauftragten für den Datenschutz Sachsen-Anhalt erstmals äußerte.